# 山本美禰子
山本 美禰子（やまもと みねこ、1983年12月1日）は、日本の女性シンガーソングライター・美容愛好家mimi。本名：渡部 瑞穂（わたなべ みずほ）
ジギタリスのボーカル、ギター、作詞、作曲を担当。東京都出身。CHARIS NODE 所属。バンドとしての活動を行う一方で、ゲームの主題歌を担当するなど、ソロでの歌手活動も行っている。
2019年からSNSを中心に、美容愛好家mimi（@mimitan090909）としても活動。総フォロワー数26万人（2025年現在）。「ベビーオイル洗顔」提唱者として知られる。2021年7月23日に、初の書籍『インテリジェンススキンケア ~ベビーオイル洗顔のススメ』を、星海社より出版。2022年10月19日には『一生モノの人生スキンケア』を光文社から、2022年10月26日には、『ファミリースキンケア ~スキンシップのススメ~ 』を星海社から２冊同時出版。美容に特化したマーケティング会社の経営も行っている。
2024年7月、初のプロデューススキンケブランド「SISA」をローンチ。現在は活動の主軸をYouTubeに移し、美容医療とスキンケアの「ハイブリッド美容」の考え方を啓蒙。

## 人物
2003年に結成したジギタリスで音楽活動を開始。Nomadic Records から2つのアルバム『奇妙な肖像』『SYZYGIA』をリリース。ファルセットを多用し、それを生かした多重コーラスを得意としている。また、ボーカル、ギターだけでなく作詞・作曲も手掛ける。大学院では日本近代詩を研究しており、文学的な作詞に取り組んでいる。
自身の作品だけでなく、歌詞を提供している作品もある。FAVORITEから発売されたゲームであるいろとりどりのセカイのファンディスク「いろとりどりのヒカリ Theme Song Plus」では2曲の作詞を担当しており、FAVORITE 10th anniversary special live では、提供した楽曲の一つである「永遠のヒカリ 〜Song of love to a blue sky〜」のコーラスを担当し、eufoniusのriyaとのデュエットの形で演奏された。
2019年から、SNSで美容愛好家mimi(@mimitan090909)としても活動。2021年7月23日に、初の書籍『インテリジェンススキンケア ~ベビーオイル洗顔のススメ』を、星海社より出版。

## 作品

### アルバム（ジギタリス名義）
|   | 発売日         | タイトル                   | レーベル                |
| 1 | 2006年 1月12日 | 奇妙な肖像                 | Nomadic Records         |
| 2 | 2007年10月10日 | SYZYGIA                    | Nomadic Records         |
| 3 | 2010年 5月12日 | Ars Magna 〜大いなる作業〜 | TEAM Entertainment Inc. |

### ソロアルバム
|   | 発売日         | タイトル                               | レーベル                |
| 1 | 2012年 4月18日 | Lazward 〜Mineko Yamamoto Works Best〜 | TEAM Entertainment Inc. |

### ゲームサウンドトラック
|   | 発売日         | タイトル                                            | レーベル  |
| 1 | 2013年 2月28日 | Arrow 2 Heart                                       | STUDIO696 |
| 2 | 2015年         | FAVORITE Best Songs Selection 2015-feat.山本美禰子- | Favorite  |

### ゲーム
- ロロナのアトリエ 〜アーランドの錬金術士〜　オープニングソング『Falling, The Star Light』
  - 「ロロナのアトリエ～アーランドの錬金術士～ オリジナルサウンドトラック」に収録
  - 「Lazward 〜Mineko Yamamoto Works Best〜」に収録

- 星空のメモリア Eternal Heart　エンディングソング『冬のダイヤモンド』
  - 「星空のメモリア Eternal Heart ボーカルトラックス」に収録
  - 「Lazward 〜Mineko Yamamoto Works Best〜」に収録
  - 「FAVORITE 10th Anniversary VOCAL COLLECTION」に収録

- トトリのアトリエ 〜アーランドの錬金術士2〜　オープニングテーマ『Pilgrimage』
  - 「トトリのアトリエ～アーランドの錬金術士2 ～オリジナルサウンドトラック」に収録
  - 「Lazward 〜Mineko Yamamoto Works Best〜」に収録

- アルトネリコ ヒュムノス ミュージカル  ～ココナ ～　『EXEC_HYMME_FRAY=FRANCESCA/.』『EXCEC_FRIP_METAMORPHOSE/.』
  - 「アルトネリコ ヒュムノス ミュージカル～ココナ ～ 二つの想い 二つの詩 ～」に収録
  - 「アルトネリコ ヒュムノス ミュージカル ボーカルミニアルバム ～ココナ ～」に収録
  - 「Lazward 〜Mineko Yamamoto Works Best〜」に収録

- メルルのアトリエ 〜アーランドの錬金術士3〜　オープニングテーマ『Cadena』
  - 「メルルのアトリエ～アーランドの錬金術士3 オリジナルサウンドトラック」に収録
  - 「Lazward 〜Mineko Yamamoto Works Best〜」に収録

- 圧倒的遊戯ムゲンソウルズ　オープニングテーマ『Power of the Light』
  - 「「圧倒的遊戯ムゲンソウルズ」　圧倒的サウンドトラック」に収録
  - 「Lazward 〜Mineko Yamamoto Works Best〜」に収録

- 水月 弐　南武咲姫エンディングテーマ『咲散華』
  - 「Lazward 〜Mineko Yamamoto Works Best〜」に収録
  - 「水月　弐　オリジナルサウンドトラック」に収録

- LEGEND SEVEN 〜白雪姫と７人の英雄〜　オープニングテーマ『Legend』
  - 「L7サウンドトラックディスク」（初回限定版特典）に収録
  - 「Lazward 〜Mineko Yamamoto Works Best〜」に収録

- 真夏の夜の雪物語 -MIDSUMMER SNOW NIGHT-　オープニングテーマ『snow flake*』
  - 「SUPER SHOT4 -美少女ゲームリミックスコレクション-」に収録（READLiCE Remix）
  - 「Lazward 〜Mineko Yamamoto Works Best〜」に収録

- 絶対調律士ノア 永遠の調律　『奏〜Kanade〜』
  - 「絶対調律士NoAH ヴォーカルトラック 永遠の神話」に収録
  - 「Lazward 〜Mineko Yamamoto Works Best〜」に収録

- 初恋1/1　鴇崎摩耶エンディング『どこまでも続く世界』
  - 「初恋1/1 Vocal Collection」に収録

- 追奏のオーグメント エンディング曲2 『Soul Augment』

- 僕が天使になった理由 LOVE SONG OF THE ANGELS. CaS 1st Album『Arrow 2 Heart』
  - ※全作詞、歌唱

- アストラエアの白き永遠 　2ndオープニング曲・挿入歌2　『雪のエルフィンリート 〜Never ending love song〜』
  - 「ボーカルソングアルバム『ASTRAL ARIA』」に収録
- フィリスのアトリエ　〜不思議な旅の錬金術士〜　ゲーム内挿入歌『わたしの見たい景色まで』
  - 「フィリスのアトリエ〜不思議な旅の錬金術士〜ボーカルアルバム」に収録
- リディー＆スールのアトリエ ～不思議な絵画の錬金術士～　アバンオープニングテーマ『マスターピース！』（霜月はるかとのデュエット）
  - 「リディー＆スールのアトリエ　～不思議な絵画の錬金術士～ オリジナルサウンドトラック」に収録
  - アトリエシリーズ×霜月はるかボーカルコレクション「Accord-アコルト-」に収録
- さくら、もゆ。 -as the Night's, Reincarnation-　2ndオープニング曲『輪廻』
  - 「さくら、もゆ。 -as the Night's, Reincarnation- ミュージックコレクション」に収録
  - 「FAVORITE 15th ANNIVERSARY Vocal Collection」に収録
- ルルアのアトリエ 〜アーランドの錬金術士４〜　アバンタイトルテーマ『Presea』
  - 「ルルアのアトリエ　〜アーランドの錬金術士４〜オリジナルサウンドトラック」に収録

- 我が姫君に栄冠を　ノアルートED曲『Believe our future』作詞・歌唱
  - 「我が姫君に栄冠を」予約特典ソングCDに収録

- ハッピーライヴ ショウアップ オープニング曲『MAGICAL∞SHOWTIME!!』作詞・歌唱　ED曲『笑顔の魔法』作詞・歌唱
- ハッピーライヴ ショウアップ アンコール！ オープニング曲「無限大BRAND NEW START!!」作詞・歌唱　劇中テーマ曲『カーテンコール』作詞
- 魂これ　主題歌『君と歩けば』歌唱
- 彼女と俺の恋染同棲 オープニング曲『ピュア・リング』歌唱

### 同人作品
- love solfege『Trial Ⅲ: Invisible hand』：「エヴェレットの巡礼」に収録
- love solfege『 ヴィオリニスタ・ディ・ストラーダ」：「The Centenary」Disk1に収録

### 主なLIVE出演
| 開催日          | 公演タイトル                                                                                | ブランド           |
| --------------- | ------------------------------------------------------------------------------------------- | ------------------ |
| 2010年5月23日   | TEAM Live Act 2010（Zepp Tokyo）                                                            | TEAM Entertainment |
| 2011年5月8日    | TEAM Live Act 2011（Zepp Tokyo）                                                            | TEAM Entertainment |
| 2012年7月1日    | ガスト・ガーラ ～アトリエ＆シェルノサージュ～（大宮ソニックシティ 大ホール）                | ガスト             |
| 2013年5月5日    | OVERDRIVE presents KICK START GENERATION -d2b vs DD vs CaS（ディファ有明）                  | OVERDRIVE          |
| 2013年8月29日   | ガストプレミアムライブ〜黄昏の世界の音楽会〜（渋谷クワトロ）                                | ガスト             |
| 2014年6月7日    | ガストプレミアムライブVol.2（赤坂BLITZ）                                                    | ガスト             |
| 2014年12月30日  | コミックマーケット87 フェイバリット企業ブース山本美禰子ミニライブ                           | Favorite           |
| 2017年4月1日    | OVERDRIVE 10th FES ～LAST DANCE～（ディファ有明）                                           | OVERDRIVE          |
| 2017年7月9日    | 「アトリエ」20周年スペシャルライブ in 豊洲PIT                                               | ガスト             |
| 2019年 4月 29日 | さくら、もゆ。-as the Night's, Reincarnation-発売記念！山本美禰子トークミニライブ＆サイン会 | Favorite           |
| 2019年6月15日   | FAVORITE 10th ANNIVERSARY SPECIAL LIVE〜きみと、ひらくせかい〜（新宿BLAZE）                 | Favorite           |
| 2019年7月7日    | 星空のメモリア10周年記念 メアとおたんじょうび会                                             | Favorite           |
| 2022年3月30日   | OVERDRIVE LAST GIG on Web                                                                   | OVERDRIVE          |
| 2022年11月4日   | FAVORITE 10th ANNIVERSARY SPECIAL LIVE ～だいすきなうたを、きみと～                         | Favorite           |
| 2023年3月11日   | アトリエ25周年記念 ガストプレミアムライブ                                                   | ガスト             |
| 2023年10月28日  | ま〜まれぇど＆FAVORITE Special Happy Live! 2023（品川インターシティーホール）               | Favorite           |
| 2024年1月14日   | ガスト30周年プレミアムライブ（KT Zepp 横浜）                                                | ガスト             |
| 2024年7月6日    | 星空のメモリア15th #メアたん ☆２０２４                                                      | Favorite           |
| 2025年4日20日   | OVERDRIVE三周忌記念法要 『DEARDROPS vs CaS』（新宿LOFT）                                    | OVERDRIVE          |

### tutu
tutu（チュチュ）は声優の門脇舞以とのユニットである。2010年12月31日コミックマーケット79において、CD「Coppélia」を販売した。 作詞（lyric）及び作曲は山本美禰子。台詞（words）は門脇舞以。イラストは岸田メルの手になる物。バレエの演目であるコッペリアをモチーフにしている。スワニルダは同演目におけるヒロインである。山本美禰子が歌唱を、門脇舞以が台詞を担当しているが、一部両者のユニゾンになっている歌唱部分も存在する。

#### 収録曲
1. Coppélia - 3:03
2. Swanilda - 3:11
3. Coppélia (off voice) - 3:00
4. Coppélia (off vocal) - 3:02
5. Swanilda (off voice) - 3:09
6. Swanilda (off vocal) - 3:06

### 詞の提供作品
- 『いろとりどりのヒカリ Theme Song Plus』
  - 通常エンディング曲『COLORFUL DAYS!!』
    - 歌唱：Ceui / 作曲：Ceui / 編曲：小高光太郎

  - グランドエンディング曲『永遠のヒカリ 〜Song of love to a blue sky〜』
    - 歌唱：eufonius / 作曲・編曲：菊地創
- シャイニー・シスターズ 〜女装主人公アイドルプロジェクト〜
  - オープニング&エンディングテーマ『Shinin' Stars!!』
    - 歌唱：月丘晶子（まきいづみ）、深山瑞希（桐谷華）、真原葵（歩河みぃな）、塚原いずみ（月野きいろ）、朝倉千弘（ひな葉月）、雨桜みさき（北見六花）、塔矢優紀（春乃いろは）/ 作曲・編曲：小泉孝輔
- 『さくら、もゆ。 -as the Night's, Reincarnation- ミュージックコレクション』
  - オープニング曲『さくら、Reincarnation』
    - 歌唱：佐咲紗花 / 作曲・編曲：石倉誉之・小高光太郎

  - エンディング曲『終わらない物語』
    - 歌唱：鈴湯 / 作曲・編曲：野崎心平

- 『我が姫君に栄冠をソングCD』　
  - エリンルートED曲『Requiem for the soul』
    - 歌唱：平山笑美 / 作編曲：小泉孝輔

  - クロネルートED曲『Hounds of Love』
    - 歌唱：佐咲紗花 / 作編曲：野崎心平
- 『ハッピーライヴ ショウアップ』
  - 2ndオープニング曲『SPARKLE JOURNEY』
    - 歌唱：木須実 怜花 / 作編曲：矢野達也・小高光太郎

  - ED曲『世界はふたりのために』
    - 歌唱：木須実 怜花 / 作編曲：小泉孝輔
- 『ハッピーライヴ ショウアップ アンコール！』

　　　　・劇中テーマ曲『カーテンコール』・歌唱：ポカポカ　ソフィア・トゥーリナ（米倉沙弥） カーレンティア・ヴェリーベル（澤田なつ） ルー・マオ（八ッ橋しなもん） クラリス・クローニャ（森崎乃々華） ペチカ・モニカ（井伊香織） ミヤビ・アサヒナ（夏和小） ／作曲・編曲：矢野達也
- 『クロガネ回姫譚-絢爛華麗-』
  - ED曲『灯火（ともしび）』
    - 歌唱：霜月はるか / 作編曲：小泉孝輔
- 『美少女万華鏡異聞 雪おんな 』OP曲『夜明け前のグラデーション 』歌唱: 藤白えんり/ 作曲・編曲：石倉誉之
- 『ステラ アイドル プロジェクト』劇中挿入歌多数

## 美容愛好家mimiとしての活動
2019年秋より、Twitter（現X）でmimi（@mimitan090909）として、美容愛好家としても活動を開始。
自身が提唱する「ベビーオイル洗顔」の美容法がブームとなり、各種メディアに掲載される。理に適ったスキンケアで、【じぶん史上最高の肌】を目指す、『インテリジェンススキンケア』の理論を啓蒙。
2021年7月23日に、初の書籍『インテリジェンススキンケア ~ベビーオイル洗顔のススメ』を、星海社より出版。2021年10月には2冊目の書籍『一生モノの人生スキンケア』（光文社）と、３冊目の書籍『ファミリースキンケア ~スキンシップのススメ~』（星海社）より出版。
SNSを中心に、美容愛好家としての活動を広げている。2025年現在で総フォロワー数26万人以上。
美容に特化しマーケティング支援会社「合同会社ミミーム」を2021年設立。 音楽と美容、経営者と３つのジャンルを跨ぎ活動を行っている。